# Hope (Dakota du Nord)
Pour les articles homonymes, voir Hope.
La ville de Hope est située dans le comté de Steele, dans l’État du Dakota du Nord, aux États-Unis. Lors du recensement de 2010, sa population s’élevait à 258 habitants. La ville se trouve à 378 mètres d'altitude. Elle ne possède pas de surface d'eau.

## Histoire
Hope a été fondée en 1881.

## Démographie
Selon une étude de 2010, la ville contiendrait 272 habitants sur une surface de 1,59 kilomètre carré. 
| 1890 | 1900 | 1910 | 1920 | 1930 | 1940 |
| ---- | ---- | ---- | ---- | ---- | ---- |
| 238  | 606  | 909  | 699  | 535  | 474  |

| 1950 | 1960 | 1970 | 1980 | 1990 | 2000 |
| ---- | ---- | ---- | ---- | ---- | ---- |
| 470  | 390  | 364  | 406  | 281  | 303  |

| 2010 | - | - | - | - | - |
| ---- | - | - | - | - | - |
| 258  | - | - | - | - | - |

## Source
- (en) Cet article est partiellement ou en totalité issu de l’article de Wikipédia en anglais intitulé « Hope, North Dakota » (voir la liste des auteurs).